# Peltaster fructicola
Peltaster fructicola Eric M. Johnson, T.B. Sutton & Hodges – gatunek grzybów z klasy Dothideomycetes. Jest jednym z patogenów wywołujących brudną plamistość jabłek.

## Systematyka i nazewnictwo
Pozycja w klasyfikacji według Index Fungorum: Peltaster, Incertae sedis, Incertae sedis, Incertae sedis, Dothideomycetes, Pezizomycotina, Ascomycota, Fungi.
Po raz pierwszy takson ten zdiagnozowany został w roku 1996 na jabłoni domowej w Karolinie Północnej w USA. Znana jest tylko jego anamorfa, teleomorfa należy do klasy Dothideomycetes. Nie określono bliżej jej taksonomii.

## Morfologia
Grzyb mikroskopijny. Tworzy cienko rozpostarte i zwarte kolonie o oliwkowo-szarej barwie z masami zarodników powstającymi w środkowej części komórek grzybni. Pojedyncza kolonia hodowana w ciemności w temperaturze 25° C po 21 dniach osiąga średnicę 13–16 mm. Obrzeża kolonii postrzępione. Strzępki gładkie z przegrodami, rozgałęzione, początkowo bezbarwne, potem w miarę rozwoju stopniowo ciemniejące do jasnobrązowej barwy. Mają szerokość 1,5–2 μm. Konidioforów brak. Komórki konidiotwórcze monoblastyczne, bezbarwne, powstające bezpośrednio na krótkich wyrostkach strzępek. Konidia powstają pojedynczo, bazypetalnie na pojedynczych punktach konidiotwórczych. Są jednokomórkowe, bezbarwne, o kształcie od elipsoidalnego do owalnego i rozmiarach 4–6,5 (7) × 1,5–2,5 μm. Konidia te zazwyczaj przez pączkowanie wytwarzają nowe konidia.
Na skórce jabłek tworzy matowe, brązowe, spłaszczone, okrągławe lub nieregularnego kształtu sklerocja o średnicy 68–45 μm. Na skórce głogu powstają podobne sklerocja, ale o rozmiarach 62–223 μm. Wytwarza także ciemnobrunatne, okrągłe pyknotyria, w których powstają konidia podobne do tych tworzonych na strzępkach. Uwalniają się z pyknotyriów przez pęknięcia jego wieczka tworzące się po dojrzeniu konidiów.